# 顾震潮
顾震潮（1920年—1976年），男，上海人，中国气象学家、大气物理学家，曾任第三届全国人大代表。